# Tampere Open 2022 - Doppio
Pedro Cachín e Facundo Mena erano i detentori del titolo ma hanno scelto di non partecipare.
In finale Alexander Erler e Lucas Miedler hanno sconfitto Karol Drzewiecki e Patrik Niklas-Salminen con il punteggio di 7–6(3), 6-1.

## Teste di serie
1. Alexander Erler /  Lucas Miedler (campioni)
2. Sriram Balaji /  Jeevan Nedunchezhiyan (semifinale)

1. Maximilian Neuchrist /  Tristan-Samuel Weissborn (semifinale)
2. Karol Drzewiecki /  Patrik Niklas-Salminen (finale)

## Wildcard
1. Vesa Ahti /  Roni Rikkonen (primo turno)

1. Santtu Leskinen /  Otto Virtanen (primo turno)

## Tabellone

### Legenda
| - Q = Qualificato - WC = Wild card - LL = Lucky loser | - ALT = Alternate - SE = Special Exempt - PR = Protected Ranking | - w/o = Walkover - r = Ritirato - d = Squalificato |

|  | Primo turno | Primo turno                    | Primo turno                    | Primo turno                    | Primo turno       |  |  | Quarti di finale | Quarti di finale               | Quarti di finale               | Quarti di finale          | Quarti di finale          |   |     | Semifinali | Semifinali                     | Semifinali                    | Semifinali                              | Semifinali                              |    |   | Finale | Finale | Finale | Finale | Finale |  |
|  |             |                                |                                |                                |                   |  |  |                  |                                |                                |                           |                           |   |     |            |                                |                               |                                         |                                         |    |   |        |        |        |        |        |  |
|  | 1           | A Erler L Miedler              | A Erler L Miedler              | A Erler L Miedler              | A Erler L Miedler |  |  |                  |                                |                                |                           |                           |   |     |            |                                |                               |                                         |                                         |    |   |        |        |        |        |        |  |
|  |             | Bye                            | Bye                            | Bye                            | Bye               |  |  | 1                | A Erler L Miedler              | A Erler L Miedler              | 6                         | 7                         |   |     |            |                                |                               |                                         |                                         |    |   |        |        |        |        |        |  |
|  |             | A Chandrasekar V Prashanth     | 4                              | 7                              | [10]              |  |  |                  | A Chandrasekar V Prashanth     | A Chandrasekar V Prashanth     | 3                         | 5                         |   |     |            |                                |                               |                                         |                                         |    |   |        |        |        |        |        |  |
|  |             | E Vasa I Vasa                  | 6                              | 64                             | [8]               |  |  |                  |                                |                                |                           |                           |   |     | 1          | A Erler L Miedler              | A Erler L Miedler             | 6                                       | 7                                       |    |   |        |        |        |        |        |  |
|  | 3           | M Neuchrist T-S Weissborn      | M Neuchrist T-S Weissborn      | 6                              | 6                 |  |  |                  |                                | 3                              | M Neuchrist T-S Weissborn | M Neuchrist T-S Weissborn | 3 | 64  |            |                                |                               |                                         |                                         |    |   |        |        |        |        |        |  |
|  |             | TA Tirante JB Torres           | TA Tirante JB Torres           | 1                              | 2                 |  |  | 3                | M Neuchrist T-S Weissborn      | M Neuchrist T-S Weissborn      | 6                         | 6                         |   |     |            |                                |                               |                                         |                                         |    |   |        |        |        |        |        |  |
|  |             | L Bocchi M Brugnerotto         | 6                              | 3                              | [4]               |  |  |                  | A Taylor J Taylor              | A Taylor J Taylor              | 2                         | 3                         |   |     |            |                                |                               |                                         |                                         |    |   |        |        |        |        |        |  |
|  |             | A Taylor J Taylor              | 3                              | 6                              | [10]              |  |  |                  |                                |                                |                           |                           |   |     | 1          | Alexander Erler Lucas Miedler  | Alexander Erler Lucas Miedler | 7                                       | 6                                       |    |   |        |        |        |        |        |  |
|  | WC          | S Leskinen O Virtanen          | S Leskinen O Virtanen          | 4                              | 1                 |  |  |                  |                                |                                |                           |                           |   |     |            |                                | 4                             | Karol Drzewiecki Patrik Niklas-Salminen | Karol Drzewiecki Patrik Niklas-Salminen | 63 | 1 |        |        |        |        |        |  |
|  |             | JI Galarza T Lipovšek Puches   | JI Galarza T Lipovšek Puches   | 6                              | 6                 |  |  |                  | JI Galarza T Lipovšek Puches   | JI Galarza T Lipovšek Puches   | 3                         | 3                         |   |     |            |                                |                               |                                         |                                         |    |   |        |        |        |        |        |  |
|  |             | A Giannessi L Sorrentino       | A Giannessi L Sorrentino       | A Giannessi L Sorrentino       |                   |  |  | 4                | K Drzewiecki P Niklas-Salminen | K Drzewiecki P Niklas-Salminen | 6                         | 6                         |   |     |            |                                |                               |                                         |                                         |    |   |        |        |        |        |        |  |
|  | 4           | K Drzewiecki P Niklas-Salminen | K Drzewiecki P Niklas-Salminen | K Drzewiecki P Niklas-Salminen | w/o               |  |  |                  |                                |                                |                           |                           |   |     | 4          | K Drzewiecki P Niklas-Salminen | 4                             | 6                                       | [11]                                    |    |   |        |        |        |        |        |  |
|  |             | K Jacquet C Tabur              | K Jacquet C Tabur              | 6                              | 6                 |  |  |                  |                                | 2                              | S Balaji J Nedunchezhiyan | 6                         | 4 | [9] |            |                                |                               |                                         |                                         |    |   |        |        |        |        |        |  |
|  | WC          | V Ahti R Rikkonen              | V Ahti R Rikkonen              | 3                              | 1                 |  |  |                  | K Jacquet C Tabur              | 7                              | 1                         | [2]                       |   |     |            |                                |                               |                                         |                                         |    |   |        |        |        |        |        |  |
|  |             | B Hannestad J Ingildsen        | B Hannestad J Ingildsen        | 3                              | 4                 |  |  | 2                | S Balaji J Nedunchezhiyan      | 64                             | 6                         | [10]                      |   |     |            |                                |                               |                                         |                                         |    |   |        |        |        |        |        |  |
|  | 2           | S Balaji J Nedunchezhiyan      | S Balaji J Nedunchezhiyan      | 6                              | 6                 |  |  |                  |                                |                                |                           |                           |   |     |            |                                |                               |                                         |                                         |    |   |        |        |        |        |        |  |